# Dobra Voda (Benkovac)
Dobra Voda je selo kraj Stankovaca, na području Grada Benkovca, u Zadarskoj županiji.

## Zemljopisni položaj
Mjesto se nalazi u Ravnim kotarima, 6 km od Stankovaca, 16 km od Benkovca i na samoj granici Općine Stankovci i Grada Benkovca. Južno od sela nalaze se Radašinovci, a sjeverozapadno Pristeg. 
Dobra Voda se nalazi u blizini Vranskog jezera. Sjeveroistočno od naselja teče povremeni potok Dobra Voda koji napaja istoimeni bunar, po kojem je selo dobilo ime. Selo je okruženo šumom i šikarom hrasta medunca i bjelograba te mediteranskim vlažnim visokim travnjacima. Šuma medunca i bjelograba Gajine na turističkom zemljovidu Parka Prirode Vransko jezero označena je kao šumski rezervat.

## Stanovništvo
| broj stanovnika | 46    |       | 49    | 47    | 43    | 85    |       |       | 160   | 187   | 201   | 197   | 198   | 171   | 114   | 113   | 79    |
|                 | 1857. | 1869. | 1880. | 1890. | 1900. | 1910. | 1921. | 1931. | 1948. | 1953. | 1961. | 1971. | 1981. | 1991. | 2001. | 2011. | 2021. |

U mjestu su 1709. živjele obitelji Augustina i Jure Guberine, Rade Kužića/Brčića i Ivana Markoševića. Zanimljivo je primijetiti da nijedno prezime koje nalazimo u mletačkom popisu mjesta 1709. nije preživjelo sljedećih 150 godina, u kojima na tom prostoru nije bilo osvajanja ni izravnih borbi. Razloge valja tražiti u kakvoj nepogodi ili selidbi. 1911. tu prebiva 9 obitelji, a 1928. 14 obitelji s 92 osobe.
Danas u selu nalazimo prezimena Babić, Čačić, Miletić, Orlović, Rakić, Rogić, Šimunac, Vrkić i Zulić. Svi stanovnici su Hrvati i katolici. 

## Gospodarstvo i infrastruktura
Stanovništvo se bavi vinogradarstvom, poljoprivredom, stočarstvom i obrtom (galvanizacijom, tvrtka Zidex).  Selo ima telefonsku centralu, vodovod (od 1988.) i trafostanicu (od 1972.) Sve ceste s kojima je Dobra Voda povezana s drugim naseljima, kao i ulice u samom mjestu, asfaltirane su. Šire područje Dobre Vode treće je po broju sunčanih sati (2.625) u Hrvatskoj. Kroz Dobru Vodu prolazi turistička biciklistička ruta, namijenjena aktivnijim turistima koji se odmaraju na biogradskoj i pirovačkoj obali.
U izravnoj blizini Dobre Vode (800 m od granice šireg zahvata i 5,8 km od središta) planira se graditi aerodrom Stankovci.

## Kultura
Postoji i zgrada mjesne osnovne škole, koja je nekada bila u uporabi. Tijekom godina bila je devastirana, a zaštićena je od daljnjeg propadanja nakon Domovinskog rata.

## Povijest

### Srednji vijek
Dobra Voda je vrlo staro naselje. U Srednjem vijeku nalazila se u graničnom području prostora pod vlašću hrvatsko-ugarskih vladara i mletačkog teritorija, točnije Vranskog distrikta. Spominje se u ispravama već 1390. pri određivanju granica danas nestalog sela Šušnja, ali to zasigurno nije najstariji spomen. Sačuvani su dokumenti koji spominju mjesto i 1394. 1396. jednom ispravom određuju se granice sela Dobra Voda, koje je spadalo pod Skradinsku biskupiju. 1402. selo je pripadalo Ostrovičkom kneštvu. Tijekom 14. i 15. st. hrvatsko pleme Prklja tu je imalo posjede. Mjesto se zatim spominje 1479. kao posjed plemića Keglevića.
Ranosrednjovjekovna Dobra Voda je ležala u izravnoj blizini stare lučke ceste (pravac Zadar-Zaton kraj Šibenika), današnje ceste D27 (Benkovac-Stankovci). Bila je okružena danas nestalim selima Ušljevas, Ljuborci, Kljakovci, Ritičani, Šušanj. Ostatci stare Dobre Vode s grobljem i temeljima crkve sv. Jeronima su i danas vidljivi sjeveroistočno od današnjeg sela, uz potok i bunar Dobra Voda. Taj je arheološki lokalitet na turističkom zemljovidu Parka Prirode Vransko jezero označen kao starohrvatsko naselje.
1929. u Dobroj Vodi dogodilo se slučajno otkriće 38 mletačkih srebrnih kovanica s likovima duždeva, pomoću kojih je nalaz datiran od 1471. do 1521. Nalaz je bio pohranjen u Arheološkom muzeju u Splitu, koji ga je otkupio od nalaznika, no do danas nalaz je nestao. Jedino što je ostalo je dokumentacija. Pretpostavlja se da je nalaz zapravo plaća nekog vojnika, koji je živio u Dobroj Vodi, a plaću je morao skriti u bijegu pred naletom Osmanlija. Upravo oko 1506. bilježe se prvi pljačkaški upadi osmanlijskih akindžija na okolicu, čime počinje razdoblje života mjesta "na granici", sve do 17. stoljeća i mletačkih osvajanja.

### Novi vijek
1636. Dobra Voda ima oko 400 katolika, i u to vrijeme je jedno od većih naselja u okolici (za usporedbu, u Pristegu je tada živjelo 240 katolika). U sedamdeset godina, do 1709., populacija je s 400 stanovnika pala na svega 4 obitelji, što je jasan pokazatelj neke katastrofe.
Zapisano je da su godine 1641. neki Tišnjani i Jezerani u više navrata, u ortaštvu s dva turska podanika iz Dobre Vode, opljačkali pastire na otoku Žutu.

### Devetnaesto stoljeće
Postupno se srednjovjekovna Dobra Voda napušta, a naselje se izmješta oko 800 metara zapadno, prema Pristegu. Tu, sjeverozapadno od središta današnjeg sela, sačuvan je napušteni dio sela iz 19./20. st. U trećoj vojnoj topografskoj izmjeri Austro-Ugarske 1910. zabilježeno je upravo to, danas napušteno naselje, i to ne pod nazivom Dobra Voda, nego "Babić". To znači da je tada najveći broj stanovnika mjesta nosio upravo to prezime.

### Prvi svjetski rat
U Prvom svjetskom ratu, stanovnici Dobre Vode, kao i svi stanovnici zadarskog okružja, bili su uključeni u 22. i 23. domobransku pješačku pukovniju. Po objavi rata Srbiji obje su pukovnije angažirane na jugoistočnom bojištu, kada su počele s borbenim djelovanjima prema Srbiji i Crnoj Gori, dok je jedan bataljun 22. pješačke pukovnije poslan u Galiciju, na Istočni front. Teške borbe s velikim gubitcima vodile su se na planini Zajčici i Milenkovom kamenu na Drini. U sklopu Potierove ofenzive uspjele su se probiti u unutrašnjost Srbije do Šapca i Užica. U ovim bitkama sa Srbijom obje "zadarske" pukovnije imale su, kao i čitava Austrougarska vojska, velike gubitke. Godine 1915. prebačene su na Soču, na talijansku bojišnicu, gdje ostaju do kraja rata.

### Drugi svjetski rat
Dobra Voda je odmah po početku rata u Jugoslaviji, u travnju 1941., okupirana i priključena, zajedno s cijelim Ravnim kotarima, fašističkoj Italiji. Mještani su se pojedinačno priključivali NOP-u, ustašama, a bilo je slučajeva, i talijanaškim batinašima. 1943., kapitulacijom Italije, prostor je pod kontrolom i Nijemaca i partizana. Partizani vrše poluprisilnu mobilizaciju, te postupno sve više stanovništva silom prilika odlazi u partizane kako se rat približavao kraju. U mjestu nije postojao Narodnooslobodilački odbor, već je NOO Radašinovci bio nadležan za ovo područje. U borbama kod Vrane i u borbama za oslobođenje Benkovca u srpnju 1944. bilo je borbenih djelovanja i u samom mjestu. U noći na 14. srpnja 1944. 6. dalmatinska brigada smješta stožer svog 2. bataljuna i rezervne odrede u Dobroj Vodi. Već u zoru 14. srpnja njemačka 92. motorizirana brigada, dijelovi divizije Brandenburg i dijelovi 864. pješačke pukovnije sa 7. ustaškom brigadom kreću u akciju "čišćenja terena", nastupajući iz pravca Donjih Lepura i prolazeći kroz Dobru Vodu. Pred njima se partizanske jedinice povlače na Bašićevu glavu između Dobre Vode i Radašinovaca i dalje prema Vranskom jezeru. Nakon oslobođenja Benkovca 10. rujna 1944. prostor je stavljen konačno pod kontrolu partizanskih jedinica.
Za vrijeme poraća, bilo je bivših pripadnika domobranskih i ustaških postrojbi koji su se skrivali po lokalnom kršu i šumama, kao svojevrsni Zeleni kadar, tražeći i kradući hranu i odjeću od lokalnog stanovništva. Posljednjeg "špiljara", kako ih je narod zvao, ubila je milicija početkom pedesetih.

## Spomenici i znamenitosti
- Crkva svetog Mihovila arkanđela u Dobroj Vodi, čija je gradnja počela 1988., a dovršena 2003.[14][9] Posvetio ju je msgr. Ivan Prenđa, zadarski nadbiskup, 13. prosinca iste godine.[14] Crkva je jednobrodna, sa zvonikom s dva zvona na pročelju. Selo s crkvom pripada župi sv. Ante Padovanskog, Radašinovci.[14] Nakon Domovinskog rata, uz cestu prema Radašinovcima napravljeno je novo seosko groblje.[9]

## Poznate osobe
- U Dobroj Vodi 1729. rodio se fra Josip Babić († Visovac, 1. lipnja 1816.), dva puta gvardijan franjevačkog samostana na Visovcu, (1787. – 1789. i 1800. – 1803.). Zaslužan je za Visovac zbog tolikih dobročinstava učinjenih samostanu ("ob tota beneficia praestita conventui"), kako pišu franjevački ljetopisci.[7] Pokopan je u crkvi na Visovcu pred malim Gospinim oltarom.[7]

## Politika
U mjestu nije formiran mjesni odbor na lokalnim izborima 2010. jer se nijedna lista nije kandidirala.

## Šport
Prije Domovinskog rata, u mjestu se okupljao amaterski nogometni sastav Polet. Danas u selu postoji asfaltirano nogometno igralište (izgrađeno 2003.) i boćalište pored zgrade nekadašnje osnovne škole.